# 欧州クラブ協会
欧州クラブ協会（European Clubs Association、ECA）は、欧州サッカー連盟においてプロのサッカークラブの利益を代表する団体である。ECAは、UEFAから唯一認められた団体であり、UEFAの各加盟団体に加盟クラブがある。ECAは、少数のエリートクラブで構成され、UEFAに認められていなかったG-14に代わって2008年に結成された。ECAのミッションステートメントは、「クラブの重要な役割を真に反映した、より民主的な新しいガバナンスモデルを構築すること」。

## 概要
2008年1月15日にG-14(ヨーロッパビッグクラブ連合体)が解散し、欧州クラブ協会(ECA)に移行した。欧州クラブ協会には欧州53カ国合計197クラブが加盟している。うち正式加盟が102で、89クラブが準加盟である。

## 賠償請求等の様々な要望とその経緯

### G-14(ヨーロッパビッグクラブ連合体)の要求
長年にわたり、代表選手の所属するクラブ側は代表の国際試合で選手が負傷した場合など何らかの形の代償金を各国サッカー協会もしくは国際サッカー連盟(FIFA)が支払うよう主張してきた。対して、各国サッカー協会及びFIFAはその要求に応じてこなかった。
2004年11月、国際Aマッチモロッコ対ブルキナファソ戦でベルギーリーグ1部のシャルルロワ所属のサッカーモロッコ代表MFアブデルマジド・ウルメルス選手が全治8ヶ月の大怪我を負った。それまで好調を維持してきたシャルルロワは中心選手のウルメルス選手を欠いたこともあり失速し、2004-2005のベルギーリーグ優勝を逃した。シャルルロワはFIFAに対し損害賠償を求める訴訟を起こした。この問題が欧州の全クラブにとり、極めて重要であると認識したG-14(ヨーロッパビッグクラブ連合体)はシャルルロワを支援。さらに、シャルルロワの訴えに便乗する形で、FIFAに対し過去10年間の代表試合における選手負傷の賠償金として8億6000万ユーロ（当時1204億円）という莫大な額を請求した。

### G-14の解散とECA設立
2008年1月15日、欧州サッカー連盟(UEFA)及びFIFAとの交渉の末和解し、UEFA及びFIFAが代償金を支払う代わりに、G-14の解散とウルメルス選手の訴訟も含め当時係争中だった全ての訴えの取り下げで合意した。G-14は解散し、UEFA加盟53の国や地域から103のクラブが、ECA（European Club Association　欧州クラブ協会）を設立した。
合意事項に基づき、UEFAはUEFA欧州選手権2008本大会から代償金を支払うことになり、同大会では総額3200万ポンド（約43億4000万円）、大会に参加した選手1人につき大会期間中1日当たり3000ポンド（約40万円）を様々なクラブに支払った。FIFAは合意事項に基づき、FIFAワールドカップ・南アフリカ大会より補償金を支払うことになり、2009年12月3日、同大会に出場する選手の各所属クラブに、総額約4000万ドル（約35億円）、選手1人につき大会期間中1日1600ドル（約14万円）を支払うと発表した。これらの代償金は大会で負傷した選手のクラブのみに支払うのではなく、大会に参加した全選手の所属クラブに一律に支払う。また、代償金はUEFA及びFIFAの大会の予選ではなく、本大会のみがその対象である。なお、代表の国際試合での選手の負傷などの損害賠償金についてはこの時点では未解決のままであった。

### 代表戦で選手負傷時の保険システム導入要求
2011年7月21日に行われたFIFAマスター(FIFA大学院)卒論発表会で日本人を含む5ヶ国のグループが代表補償に関する卒論を発表したのを受け、FIFAなどがその卒論を批判する中、欧州クラブ協会(ECA)はその卒論を全面的に受け入れサポートした。これがきっかけとなり、2012年3月22日、トルコ首都イスタンブールで開催されたUEFA定期総会で、UEFAと欧州クラブ協会(ECA)が代表選手保険システム導入で合意した。保険は選手の国籍に関係なく、欧州全クラブに所属する全選手に対して適用され、公式戦、親善試合を問わず予定された全ての代表の国際試合がその保険の対象の試合である。また、同じく2011年7月21日のFIFAマスターの代表補償の卒論発表とそれをECAが全面的にサポートしたことがきっかけとなり、2012年3月22日、UEFA定期総会に出席していたブラッターFIFA会長が、FIFAが定めた国際試合日に各国・地域代表で活動する選手に対し、選手、クラブ、加盟協会に対する補償金を支払う意向を示し、同年5月25日のFIFA総会で同年9月以降の国際Aマッチデーの代表選手保険(保険に掛ける費用は５０００万ドル（約４０億円))導入を決めた。

### 代表戦削減要求
欧州クラブ協会(ECA)の要求で、現在、年間平均で12試合程度ある男子A代表(年齢制限のないその国最強の代表)の国際Aマッチデー(内最大7試合協会に代表選手拘束権)を2015年から削減することが決定した。クラブ及び代表選手の負担を減らす目的で、ECAから代表戦削減を求められた欧州サッカー連盟(UEFA)が原案を国際サッカー連盟(FIFA)に提出。FIFAは各大陸連盟や各国リーグ、選手、クラブの代表者と協議し、2015～18年の日程から毎年3、9、10、11月と奇数年の6月に2試合ずつ、2年間合計で18試合を行う計画案を2012年3月5日にまとめ、同年3月29日～30日のFIFA理事会で採用を決めた。但し、2016年はUEFAを除いた地域は6月にも2試合行う。これにより、クラブ及び代表選手の負担が減る一方、少なくなったAマッチデーはA代表の公式戦消化に当てられるため、ベストメンバーで臨める代表の親善試合は2015年以降は激減することになる。その後、2013年3月21日、FIFA執行委員会が2013年～2018年の男子の国際Aマッチデー公式カレンダー を正式に承認した。

### 代表戦出場選手の補填金及び負傷保険システム確立
2012年6月20日、2012年欧州選手権(EURO)本大会及び予選に出場した欧州各国代表に選手を貸し出した全575クラブへの計1億ユーロ(約99億円)の代償金の分配が決まり、9月12日にECAとUEFA間の交渉の結果、各クラブへの分配額が決定した。前回の2008年EUROから大幅に増額され、さらに前回は本大会のみが代償金の対象であったが、今大会から予選もその対象となった。また、実際に負傷した選手への保険としては、2012年3月22日にUEFAとECAが合意した代表選手保険システムが今大会で初適用された。2012年9月1日以降はUEFA主催大会以外の国際試合や大会にも適用される。また、9月10日から11日のUEFA理事会で2016年EUROの代償金が1億5千万ユーロになることが決定した。
2017年10月28日、FIFAはECAとの合意に基づき、2018年ロシアＷ杯に出場する全選手の各所属クラブに、総額約2億900万ドル(発表時約238億円)の「クラブ・ベネフィット・プログラム(選手を派遣するクラブへの補填金)」を各国サッカー協会を通じて、クラブへ分配すると発表した。選手1人が大会に1日参加する毎に6400ポンド（約95万円）が所属クラブに支払われる。また、選手が2016年以降に移籍していた場合には以前の所属クラブにも一部が支払われる。
さらに、ECAとの合意に基づき、FIFAは、総額1億3400万ドル（発表時約152億円）を「クラブ・プロテクション・プログラム(選手負傷の際のクラブへの補填金)」に割り当てた。大会期間中に選手が負傷した場合に限り、このプログラムを通じて損失の補填金が、負傷した選手の所属クラブに支払われる。

### スーパーリーグ構想クラブの造反
2021年4月18日、欧州クラブ協会に加盟していたイングランド、イタリア、スペインの有力12クラブによって欧州スーパーリーグの結成が発表された。しかし現行のUEFAチャンピオンズリーグに取って代わる大会の設立にUEFAは猛反発し、イングランドのFAとプレミアリーグ、イタリアのイタリアサッカー連盟とセリエA、スペインのスペインサッカー連盟とラ・リーガもUEFA支持を表明してスーパーリーグの開催阻止を宣言した。欧州クラブ協会も対抗措置としてスーパーリーグ創設12クラブである、スペインのレアル・マドリード、バルセロナ、アトレティコ・マドリード、イングランドのマンチェスター・ユナイテッド、マンチェスター・シティ、リヴァプール、チェルシー、アーセナル、トッテナム・ホットスパー、イタリアのユヴェントス、インテルナツィオナーレ・ミラノ、ACミランの追放処分を発表した。それまで議長を務めていたユヴェントスのアンドレア・アニェッリが辞任したため、後任に当初からスーパーリーグに反対を表明していたパリ・サンジェルマンFCのナーセル・アル＝ヘライフィーが就任。
しかし参加クラブ以外の国内クラブやサポーターの猛反発もあって、2日後の21日にはイングランドの6クラブ全てとスペインのアトレティコ・マドリード、イタリアのインテルナツィオナーレ・ミラノ、ACミランの9クラブがスーパーリーグからの脱退を表明、翌月の5月に9クラブは欧州クラブ協会に再加入を申請し、UEFAへの謝罪および1年間のUEFA主催大会における賞金の5パーセントの放棄と罰金の代わりにサッカー普及活動への寄付金、今後スーパーリーグには参加しないとの誓約を受け入れ、2021年8月に欧州クラブ協会に復帰している。一方、レアル・マドリード、バルセロナ、ユヴェントスの3クラブは引き続きスーパーリーグ推進の立場を崩さなかったため、3クラブは欧州クラブ協会から離脱したままとなっている。その後、2023年7月にはユヴェントスがスーパーリーグからの離脱の意向を表明、2024年6月に欧州クラブ協会に再加入を申請して正式に離脱したが、今日に至るまでレアル・マドリードとバルセロナは復帰していない。